# Swan Theatre (Stratford)

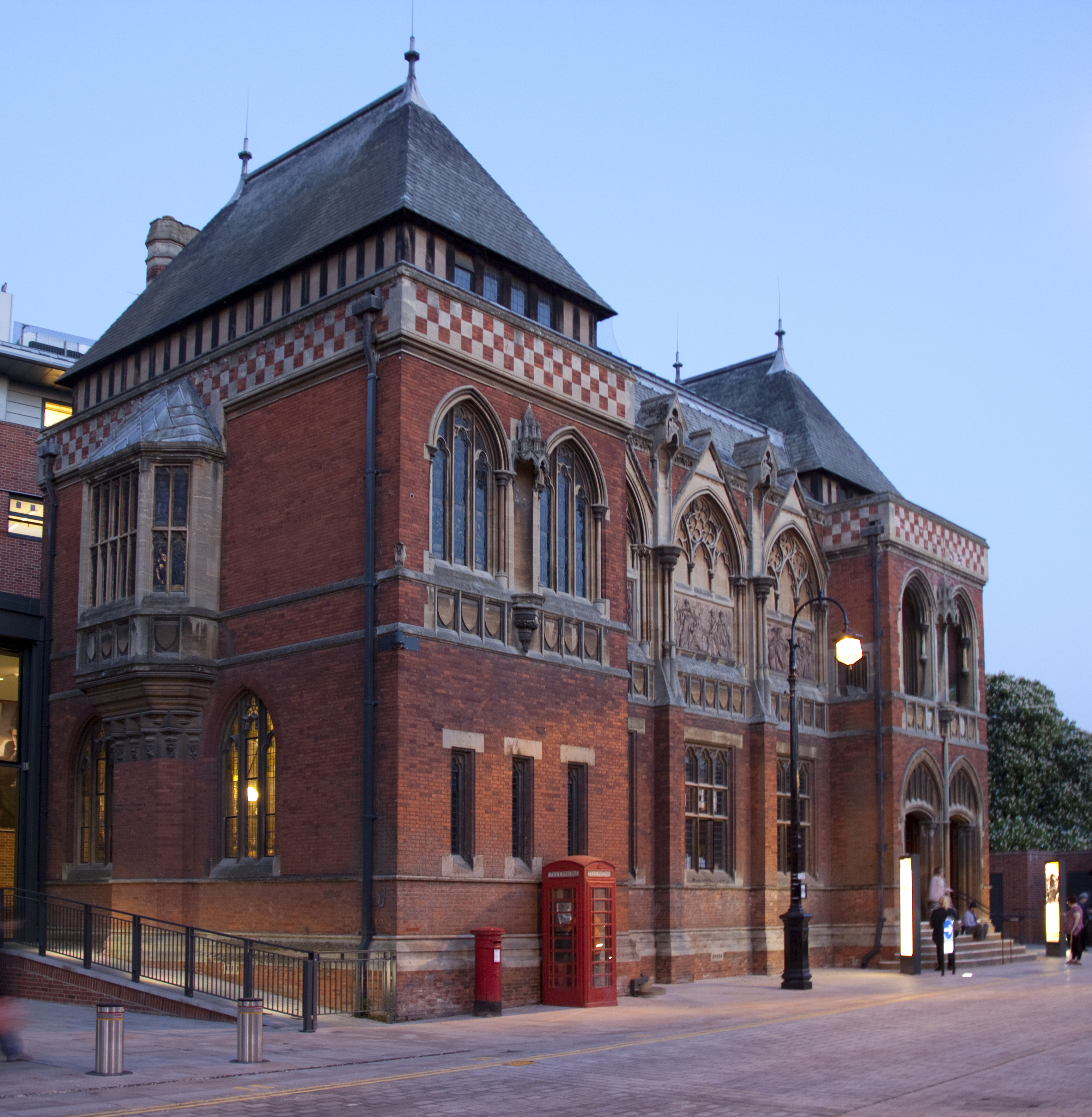
Swan Theatre in Stratford-upon-Avon (2011)

Das Swan Theatre (kurz Swan) ist ein Theater der Royal Shakespeare Company in Stratford-upon-Avon, England. Es gehört zum Gebäudekomplex des größeren Royal Shakespeare Theatre.
Das Swan wurde als modernes, der Shakespearebühne nachempfundenes Theater erbaut. Es ist mit offener Bühne und ringsherum vertikal übereinander angeordneten Zuschauergalerien ausgestattet, wie sie im elisabethanischen Theater üblich waren, befindet sich aber im Unterschied zu Gebäuden wie dem in London rekonstruierten Globe Theatre unter geschlossenem Dach und verfügt über komfortable Bestuhlung sowie moderne Licht- und Tontechnik.
Das Swan wurde 1986 eröffnet und war ursprünglich als Ort für Aufführungen elisabethanischer Dramen gedacht, wurde aber inzwischen auch für Drameninszenierungen von z. B. Anton Pawlowitsch Tschechow, Henrik Ibsen und Tennessee Williams genutzt.